# Lijst van rivieren in Israël

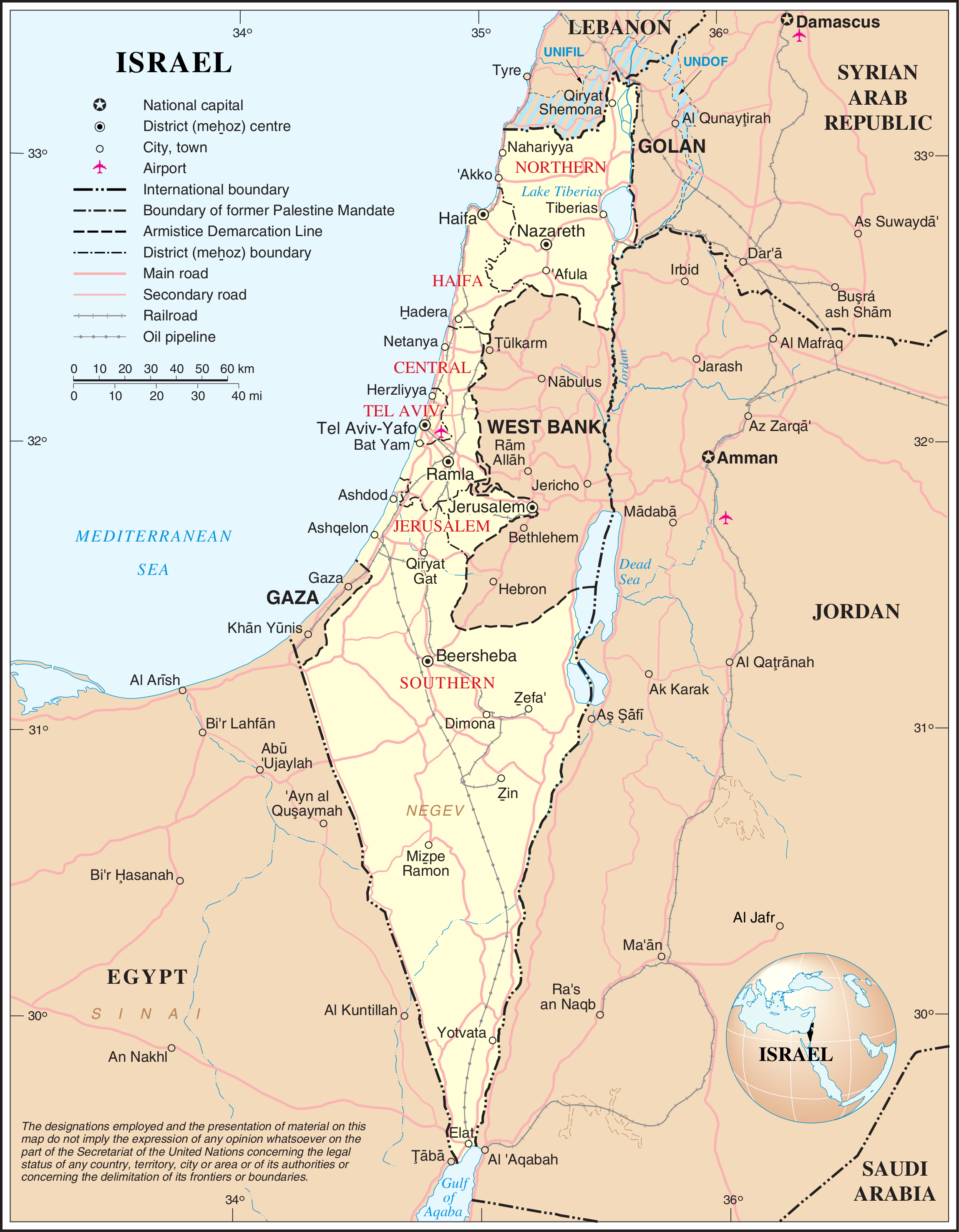
Kaart van Israël.

Dit is een lijst van rivieren in Israël. De rivieren in deze lijst zijn geordend naar drainagebekken en de opeenvolgende zijrivieren zijn ingesprongen weergegeven onder de naam van elke hoofdrivier.

## Middellandse Zee
Onderstaande rivieren zijn geordend van noord naar zuid.
- Nahal Betzet
- Nahal Kziv
- Ga'aton
- Nahal Na‘aman
- Kishon
- Nahal Taninim
- Hadera
- Nahal Alexander
- Nahal Poleg
- Jarkon
  - Ayalon
  - Nahal Qana
  - Nahal Shillo
- Nahal Sorek
- Lakhish
- Nahal Shikma
- HaBesor
  - Nahal Gerar
  - Nahal Be'er Sheva
    - Nahal Hevron

## Dode Zee
Onderstaande rivieren zijn kloksgewijs geordend vanaf de Jordaan.
- Jordaan
  - Nahal Harod
  - Nahal Jissakhar
  - Nahal Tavor
  - Jarmuk
  - Nahal Javne’el
  - Nahal Arbel
  - Nahal Amud
  - Nahal Korazim
  - Nahal Hazor
  - Nahal Dishon
  - Hasbani
    - Nahal Ajun

  - Dan
    - Banias
- Nahal HaArava
  - Nahal Neqarot
    - Nahal Ramon

  - Nahal Shivya
  - Nahal Paran
  - Nahal Hiyyon
- Nahal Zin
- Tze'elim
- Nahal Mishmar
- Nahal Hever

## Rode Zee(Golf van Akaba)
- Nahal Shahmon
- Nahal Shelomo